# Филипи (Грчка)
Филипи (грч. Φίλιπποι) је насељено место у општини Кавала у периферији Источна Македонија и Тракија, Грчка. Према попису из 2021. године било је 796 становника.
Према бугарском географу и историчару, Василу Канчову, у Филипију је 1900. године живело 800 Турака и 200 Грка. Године 1924. турско становништво је принудно исељено у Турску а на њихово место су насељене грчке избеглице из Турске. На попису из 1928. године Филипи су имали 1.207 становника. Село се раније звало Селјани.